# Charles M. Hudson

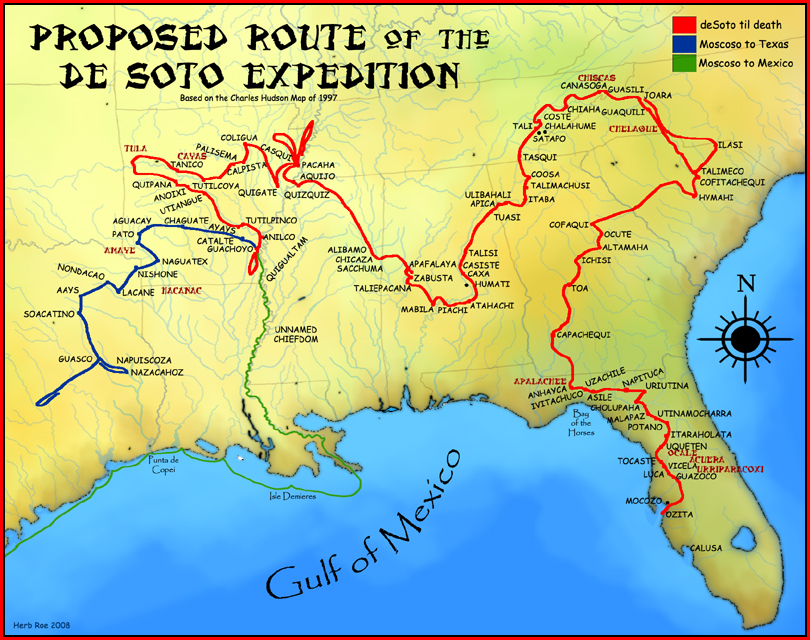
Eine Karte mit der vorgeschlagenen Route der De-Soto-Expedition (und der Moscosco-Expedition), basierend auf dem Buch Knights of Spain, Warriors of the Sun von Charles M. Hudson aus dem Jahr 1997

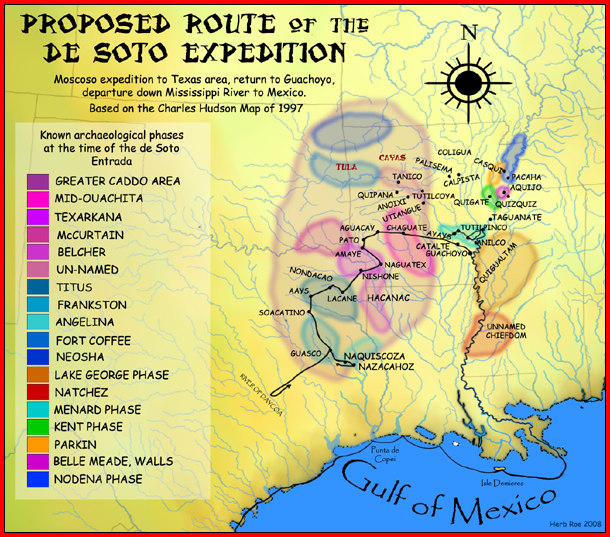
Karte der Route der DeSoto-Expedition durch Mississippi und Arkansas basierend auf der Karte von Charles M. Hudson

Charles Melvin Hudson Jr. (geb. 1932; gest. 8. Juni 2013 in Frankfort, Kentucky) war ein US-amerikanischer Anthropologe und Hochschullehrer, der als „Franklin Professor“ für Anthropologie und Geschichte an der University of Georgia lehrte.

## Leben und Werk
Hudson wuchs auf einer Farm in Owen County (Kentucky) auf und besuchte die örtlichen Schulen. Während des Koreakriegs diente er in der United States Air Force. Nach dem Krieg nutzte er die G.I. Bill, um die University of Kentucky zu besuchen, wo er 1959 einen Bachelor-Abschluss in Anthropologie erhielt. Anschließend setzte er sein Anthropologiestudium an der University of North Carolina in Chapel Hill fort, wo er 1964 einen Doktortitel (Ph.D.) in Philosophie erwarb. Mit diesem Abschluss wurde er Mitglied des Fachbereichs Anthropologie an der University of Georgia, wo er 35 Jahre lang bis zu seiner Pensionierung im Jahr 2000 als Professor für Anthropologie und Geschichte tätig war. Nach seiner Pensionierung kehrte er nach Kentucky zurück, wo er am 8. Juni 2013 in Frankfort starb.
Charles M. Hudson war ein führender Wissenschaftler auf dem Gebiet der Geschichte und Kultur der indigenen Völker des Südöstlichen Waldlandes, d. h. dem Kulturareal im Gebiet des heutigen Südostens der Vereinigten Staaten, dem die Forschung Werke wie The Southeastern Indians (Die Indianer des Südostens), Knights of Spain, Warriors of the Sun: Hernando de Soto and the South's Ancient Chiefdoms (Ritter von Spanien, Krieger der Sonne: Hernando de Soto und die alten Häuptlingstümer des Südens) oder The Juan Pardo Expeditions: Exploration of the Carolinas and Tennessee, 1566–1568 (Die Expeditionen von Juan Pardo: Erkundung der Carolinas und Tennessee, 1566-1568) verdankt, wobei er sich mit der genaueren Kartierung dieser Expeditionen beschäftigte.
Charles M. Hudson war mit der amerikanischen Schriftstellerin Joyce Rockwood Hudson verheiratet, die seine Interessen teilte und ihn 1984 auf einer 4.000-Meilen-Reise durch den Südosten begleitete. Sie ist die Verfasserin von Looking for De Soto: A Search Through the South for the Spaniard's Trail (2012).

## Publikationen
- The Southeastern Indians. University of Tennessee Press. 1976. ISBN 0-87049-248-9
- Black Drink: A Native American Tea. University of Georgia Press. 1979. ISBN 0-8203-0462-X
- Knights of Spain, Warriors of the Sun: Hernando De Soto and the South's Ancient Chiefdoms, University of Georgia Press, 1997. ISBN 0-8203-1888-4
- Conversations with the High Priest of Coosa. University of North Carolina Press. 2003. ISBN 0-8078-5421-2
- mit Carmen Chaves Tesser, The Forgotten Centuries. University of Georgia Press.  1994. ISBN 0-8203-1654-7
- (Editor), Red, White, and Black.
- The Juan Pardo Expeditions: Exploration of the Carolinas and Tennessee, 1566–1568. University of Alabama Press. 2005. ISBN 978-0-8173-5190-8[5]
- The Packhorseman. University of Alabama Press. 2009. ISBN 978-0-8173-5540-1